# Kurt Deißner
Kurt Deißner (* 10. April 1888 in Frohse; † 6. November 1942 in Greifswald) war ein lutherischer Theologe und Hochschullehrer.
Kurt Deißner, Sohn eines Dampfmühlenbesitzers, besuchte die Gymnasien in Magdeburg und Stendal und studierte danach in Tübingen, Greifswald und Marburg Evangelische Theologie. Während seines Studiums in Greifswald wurde er 1906 Mitglied der Schwarzburgbund-Verbindung Sedinia. Er bestand die theologischen Prüfungen, heiratete die pommersche Kapitänstochter Johanna Müller und war im Ersten Weltkrieg Krankenpfleger und Lazarettgeistlicher in Greifswald.
Im April 1919 wurde er außerordentlicher und 1926 ordentlicher Professor für Neues Testament in Greifswald. Dort wurde er 1924 Ehrenphilister des Greifswalder Wingolf.  Deißner gehörte der Deutschnationalen Volkspartei an und war Mitglied des Stahlhelm, Bund der Frontsoldaten. Deißner gelangte 1933 in den Altpreußischen Kirchensenat und wurde im Mai 1934 auf der Bekenntnissynode in Stettin Mitglied des Provinzialbruderrates.
Bei einer Gedenkfeier im Juni 1943 hob Ernst Lohmeyer insbesondere Deißners „antivölkisches Jesus-Bild hervor“.

## Werke (Auswahl)
- Auferstehungshoffnung und Pneumagedanke bei Paulus. Leipzig 1912
- Paulus und Seneca. Gütersloh 1917
- Paulus und die Mystik seiner Zeit. Leipzig 1918
- Die Einzigartigkeit der Person Jesu. Leipzig 1919
- Das völkische Christusbild. Berlin 1925
- Das Idealbild des stoischen Weisen. Greifswald 1930
- Autorität und Freiheit im ältesten Christentum. Greifswald 1931